# アルゼンチン国鉄
アルゼンチン国鉄（アルゼンチンこくてつ、スペイン語: Ferrocarriles Argentinos）は、アルゼンチンの国有鉄道である。ここでは主に2015年に再び国有化された貨物鉄道、旅客鉄道についてを述べる。

## 概要
1949年にアルゼンチンの鉄道が国有化され、旧アルゼンチン国鉄が設立されたが、1993年に右派政権の新自由主義民営化路線にそって民営化・解体された。旅客路線の多くが廃止された。2003年に誕生した左派政権のネストル・キルチネル政権によって、国有化による鉄道網の再構築・整備が表明された。そして、クリスティーナ・キルチネル大統領によって2015年に再び国営化され、新アルゼンチン国鉄が設立された。3つの子会社に分かれ、旅客部門は 2008年に設立されたSOFSEが運営し、アルゼンチン国内の旅客鉄道、ブエノスアイレス近郊鉄道を運営、貨物部門は2013年に設立されたBelgrano Cargas y Logísticaが運営。インフラ整備部者に関しては2008年に設立されたADIFSEが運営・維持管理している。徐々に路線の運行を開始する予定となっている。

## 概要(旅客部門)
旅客部門は2008年に設立された子会社のOperadora Ferroviaria Sociedad del Estado（SOFSE）（通称:Trenes Argentinos）が運営し、アルゼンチン国内の旅客路線及びブエノスアイレス近郊鉄道を運営している。運営範囲はブエノスアイレス州/チャコ州/コルドバ州/エントレ・リオス州/サルタ州/ネウケン州/リオネグロ州/サンタフェ州/トゥクマン州。

## 都市・近郊鉄道路線

### ブエノスアイレス州の近郊鉄道と列車
- ベルグラーノ北線（※フェロビアス社と共同運行）

- ベルグラーノ南線

- ミトレ線

- ロカ線

- サン・マルティン線

- サルミエント線

- トレン・デ・ラ・コスタ

## ブエノスアイレス州以外の都市近郊鉄道と列車

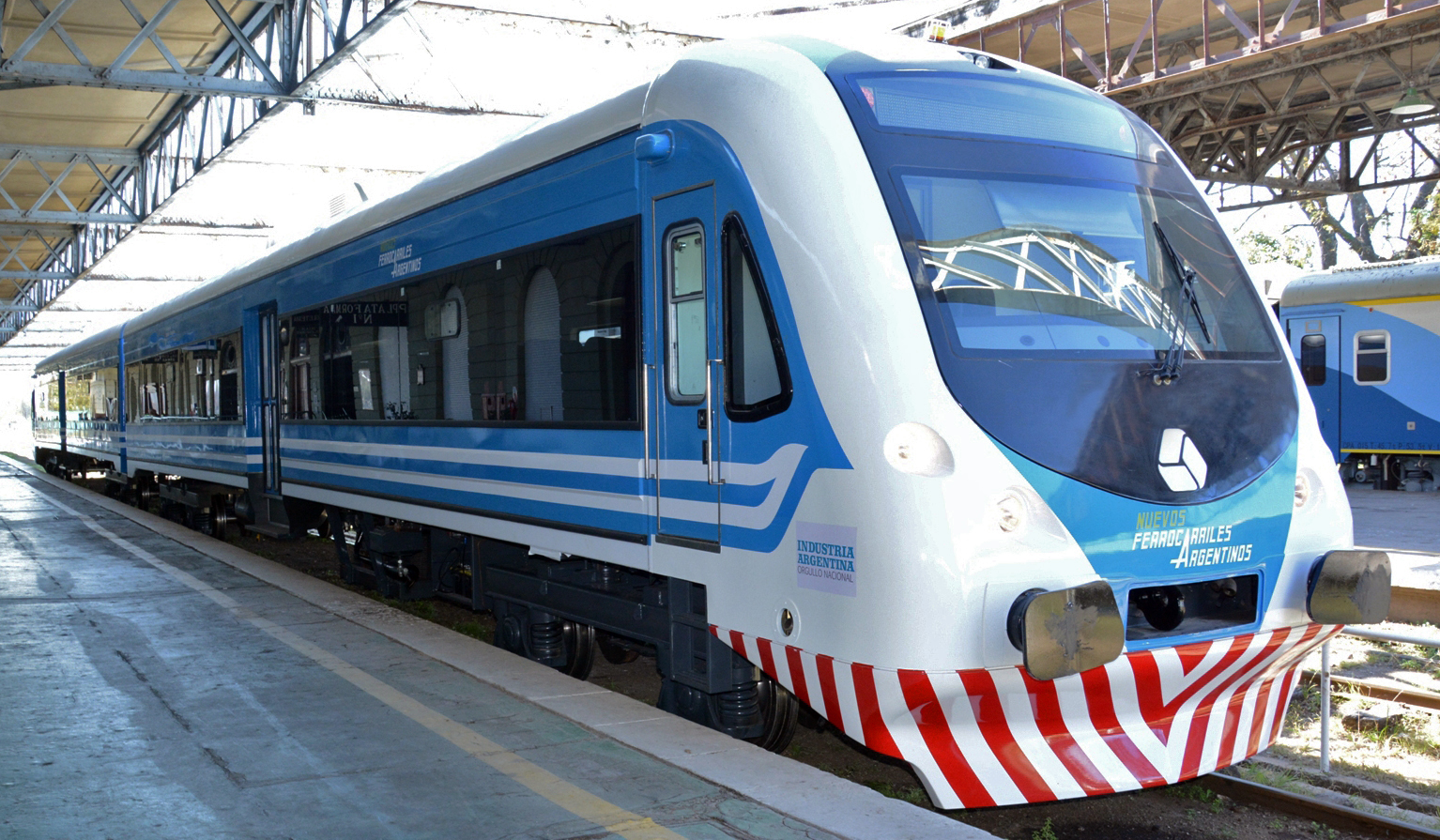
Tren del Valleに使用されるアルゼンチンのMaterfer製の気動車"CMM 400-2"

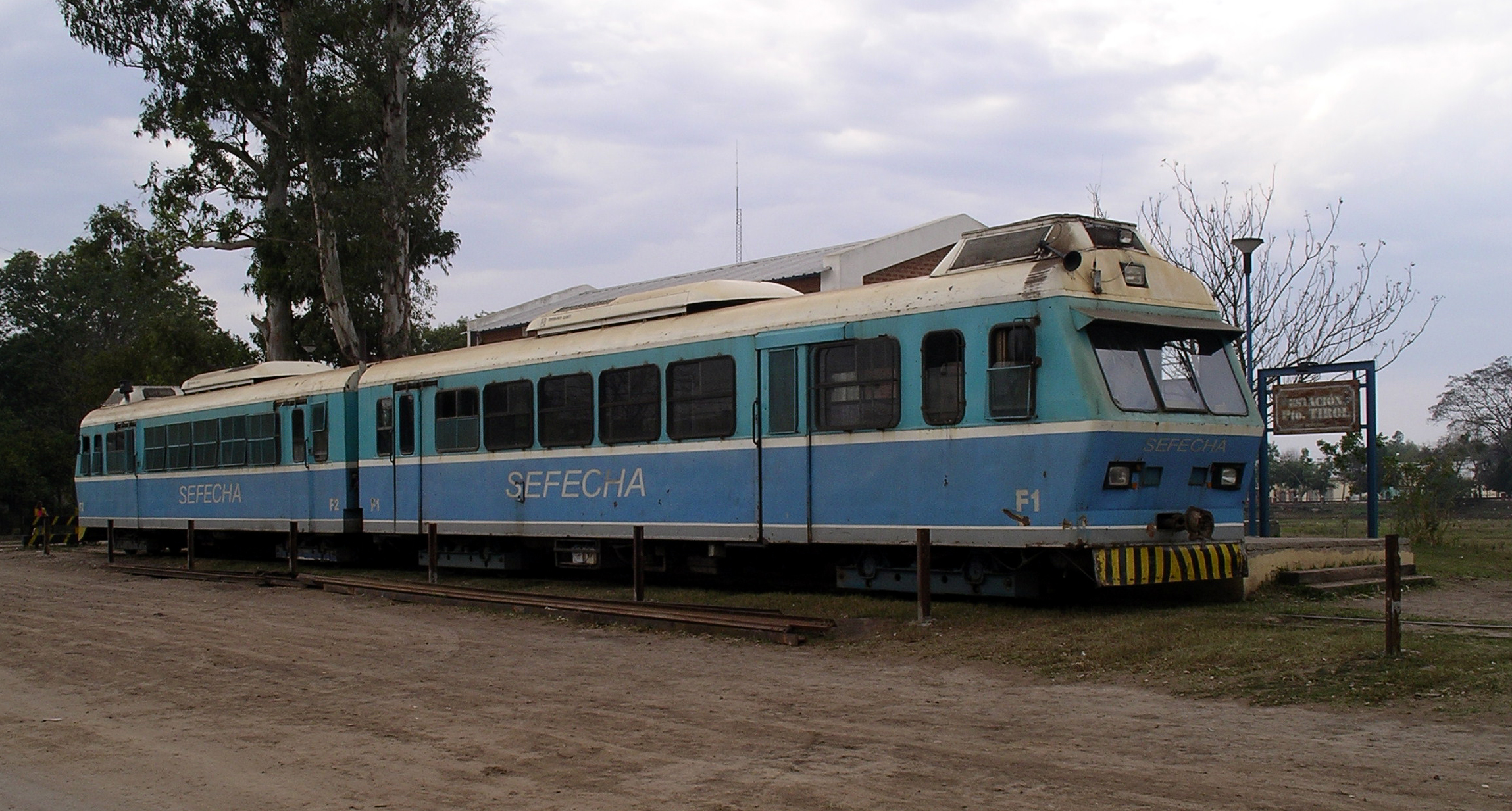
プエルトティロル駅に停車中のスペインからの中古気動車（SE.FE.CHA.時代、現在はMaterfer CMM 400-2を使用）

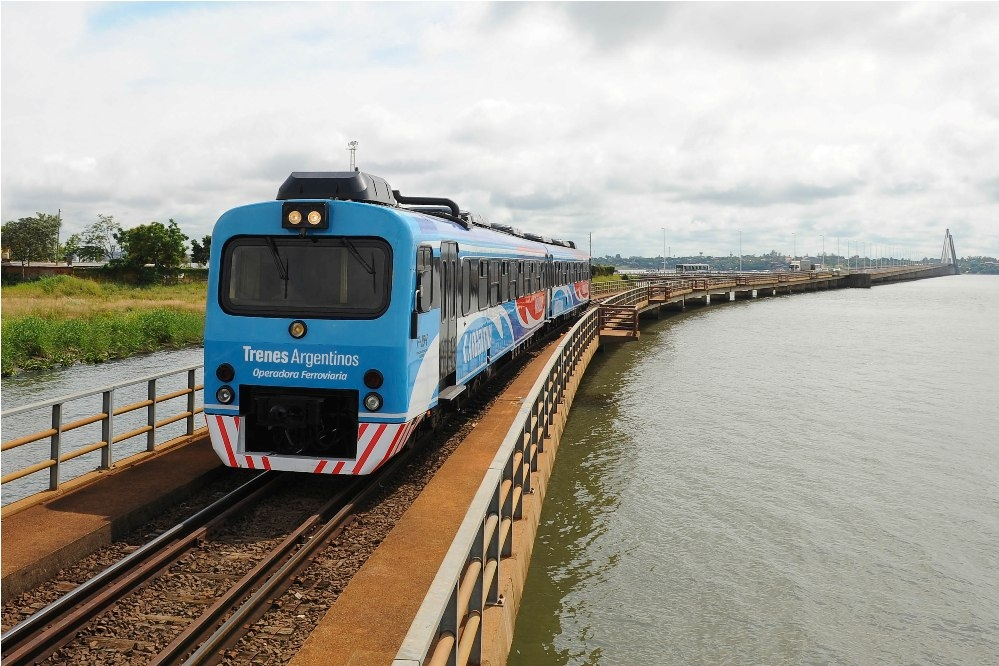
ポサーダス - エンカルナシオン国際列車（"Wadloper"）

- Tren del Valle （ネウケン - チポジェッティ） - ネウケン州の州都近郊列車。ロカ将軍鉄道の一部区間を気動車を使用し運行。
- プエルトティロル - プエルトヴィレラス - チャコ州内の都市近郊列車（元州営SE.FE.CHA.）。ベルグラーノ将軍鉄道の一部区間を気動車を使用し運行。
- ポサーダス - エンカルナシオン国際列車 - 7時～18時の間に30分間隔でアルゼンチンのポサーダスとパラグアイのエンカルナシオンをパラナ川を越えて結ぶ短距離国際列車。オランダ国鉄から購入したドイツ・デュワグ社製の気動車"Wadloper"を用いて2014年に運転開始。ウルキサ将軍鉄道の末端部を経由している。

## 中・長距離路線
ブエノスアイレスとバイアブランカ、コルドバ、フニン、ロサリオ、サン・ミゲル・デ・トゥクマンなどの間でで運行されている。